# Skiløjpe
En skiløjpe er et officielt præpareret skispor i sneen, med det formål at lede langskiløbere ad en bestemt rute.
Sporets udformning, som sædvanligvis laves ved hjælp af et bæltekøretøj, er forskellig efter skiløbsstilen. For den klassiske stil består sporet af to langstrakte fordybninger i sneen, som har omtrent skienes bredde. For skøjteteknik skabes en fire meter bred flade, hvor sneen er fastere end i omgivelserne. En oplyst skiløjpe kaldes for en lysløjpe.